# 森矗昶
森 矗昶（もり のぶてる、1884年〈明治17年〉10月21日 - 1941年〈昭和16年〉3月1日）は、日本の実業家、森コンツェルンの創設者、衆議院議員。千葉県出身。従五位勲四等。元衆議院議員・岩瀬亮は弟。息子に、政治家の森曉・森清・森美秀、女婿に安西正夫（長女・満江の夫）・三木武夫（次女・睦子の夫）・田中覚（三女・三重子の夫）がいる。森英介（美秀の息子）・安西孝之（満江の息子）・高橋紀世子（睦子の娘）・松崎哲久（三重子の息子）は孫にあたる。
少年時代からの実学で知識と技術を体得し、時にヤマカンともよばれる事業に対する嗅覚によって化学工業の先達となったたたき上げの実業家であった。また何度となく輸入製品との競争に泣かされたことから、国産主義者でもあった。野口遵、鮎川義介などと共に、当時「財界新人三羽烏」として並び称されていた。

## 来歴・人物
明治17年（1884年）10月21日、千葉県夷隅郡守谷村（清海村、興津町、勝浦町を経て現在は勝浦市）の漁業、父・森為吉、母・満都の長男として生まれる。森輝、亮という2人の弟と、ひみ、いう、深雪、花乃という4人の妹がいる。為吉は網元の傍ら海産物の加工仲買や雑貨の販売など幅広く家業を営む一方、学問に親しみ政治に関心を寄せる知識人でもあった。

### ヨード製造
明治31年（1898年）に高等小学校を卒業すると、矗昶は為吉が新たに始めた「かじめ焼き」事業を手伝うことになる。これは海岸でとれる海藻のカジメを焼いてそこからヨードを製造するものである。矗昶は中学への進学を志していたが、明治33年（1900年）に満都が産褥で逝ったために断念する。翌年、勝浦の池平粗製沃度工場の見習い工となって技術を習得し、同じ年に稼働をはじめた為吉の粗製沃度工場を任された。昼間はカジメの買い付け、夜はかじめ焼きと、寝る間もないほど働き詰めた。明治37年（1904年）日露戦争が始まるとヨードの需要が高まり、一方で矗昶は徴兵検査乙種合格であったため出征を免れ、ヨード製造事業は順調に進展した。
明治38年（1905年）3月13日に、総野村（現在は勝浦市）杉戸の豪農、山口家から長女いぬを妻に迎える。このときの仲人が隣家の安西直一（後に千葉県会議長）だった。いぬは、矗昶の妹いうが千葉高女に通っていたときの友人であったが、いぬはそのことを知らされずに婚礼に臨んでいた。明治40年（1907年）に生まれた長男の曉をはじめとして、満江、實（夭逝）、茂（戦死）、清、睦子、美秀、禄郎、三恵子の6男3女をもうけた。
明治41年（1908年）12月、総房水産株式会社（資本金5万円）を設立し、営業部長となる。日露戦争の戦費調達のためヨードの副産物の食塩が専売制になったうえ、日露戦争による需要がおさまったことで、政府はヨード業者の統制を目的に合併を推奨してきた。そこで矗昶と安西直一は、この機に乗じて千葉県内のヨード業者を半ば強引に大同団結させたのである。社長に森為吉、専務に安西直一が就いたが、実務は矗昶が取り仕切り後に常務となった。経営は順調で、第一次世界大戦による好況をうけて大正6年（1917年）には資本金150万円、海外に製品を輸出するまでに成長したが、翌年大戦が終結すると反動不況で一転経営危機に陥り、翌年東信電気株式会社に吸収合併される。

### 水力発電
東信電気株式会社への吸収合併は、鈴木三郎助との縁によるものである。鈴木はかつて日本化学工業の専務としてヨード事業にあたっており、同じ房総半島の館山にヨード工場を構えていたが、他にも事業を展開していた鈴木は矗昶の求めに応じてこの工場を譲っていた。矗昶が鈴木に合併を懇願したため、鈴木は重役たちの反対を押し切ってこれに応じた。これは鈴木が矗昶の経営手腕を認めていたこともあるが、高橋保が総房水産の工場の価値を認めたことも大きかった。
東信電気は信州で水力発電を計画していたが地元の有力者黒沢睦之助の協力が得られず難航していた。大正9年（1920年）矗昶は千曲川発電所建設部長として現地に赴き、黒沢の説得に成功して1年後までに4つの発電所を完成させた。この発電所と送電線は第二東信電気の資産とした上で東京電燈と合併させ、これによって東信電気は莫大な収益を上げることになる。このとき開発の見返りとして小海に塩素酸カリウム工場を設立し、原料の塩化カリウムを房総のヨード工場から運び、千曲川発電所の電力で低コストのマッチ生産を実現した。この工場はスウェーデン勢によるダンピング攻勢によって1年ともたずに閉鎖することになったが、矗昶にとっては電気化学工業に取り組むきっかけとなった。次いで大正12年（1923年）高瀬川発電所建設部長となり難事業にあたりこれを完成させる。昭和2年（1927年）には専務取締役になったが、責任者として阿賀野川鹿瀬発電所の建設にあたった。続いて取り組んだ豊実発電所の建設にあたっては、日立製作所に国産の発電機を作らせて実用に成功している。

### 化学肥料
矗昶が積極的に電源開発を行った結果、東信電気の発電量が余るようになってしまった。そこで昭和3年（1928年）に東信電気と東京電燈が共同出資で昭和肥料株式会社（資本金1000万円）を設立し、硫安と石灰窒素を製造することになった。
会長は東京電燈社長の若尾璋八、社長は鈴木で、矗昶は専務取締役となった。
石灰窒素はすぐ安価に大量生産することができたが、当時最大手の電気化学工業が問屋に圧力をかけたため販売は芳しくなかった。たまたま夜行列車で知り合った全国購買組合連合会の千石興太郎と意気投合し、農村の購買組合に直接石灰窒素を卸して値段を安くする契約を結んだ。一方硫安については特許契約の調査のため常務の高橋保らが南満州鉄道のヨーロッパ派遣団に加わったが、その中にいた東京工業試験所の技師から実用化はされていないが国産の特許があることを知らされた。矗昶はそれまでの経験から国産主義者であったので、国産の特許、国産の機械で硫安を製造するという高橋のアイデアを支持してこれを進め、昭和6年（1931年）3月29日に初の国産硫安の製造に成功した。折しも長らく矗昶を信頼し庇護してきた鈴木三郎助が他界した日であった。国産硫安も全国購買組合連合会を通して流通させた。

### アルミニウム

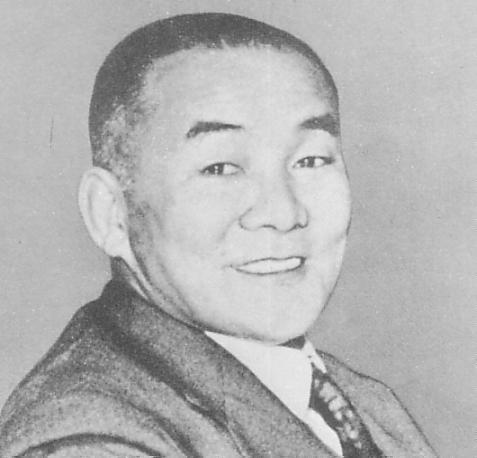
森矗昶

矗昶は自ら設立した森興業株式会社（大正11年設立）で大正14年（1925年）に東信電気から清海と館山の工場を買い戻し、翌年設立した日本沃度株式会社に移管する。日本沃度は昭和7年（1932年）に福島の広田工場を会津電力から買収して、ここで次々と化学薬品を製造しはじめる。さらに海軍の協力を得てカーリット爆薬の製造をはじめ、原料となる過塩素酸アンモニウムをはじめとして、金属類を次々に国産化していった。
過剰電力の消化と輸入品の国産化が矗昶の2大命題といえるが、1トン生産するために2万キロワット時という膨大な電力を必要とするアルミニウムの国産化は、まさに矗昶のためにある大事業だった。原料のボーキサイトは日本には産出しないため、昭和6年（1931年）から代替として伊那の味噌土、栃木の鹿沼土、朝鮮のミョウバン石を研究し、昭和8年（1933年）3月に朝鮮半島南端の声山を買収、横浜と大町に工場を着工した。決して順調とばかりは言えなかったものの、昭和9年（1934年）1月12日、初の国産アルミニウムが生産された。この後3月に社名を日本電気工業株式会社に改めている。
昭和9年（1934年）1月、昭和鉱業株式会社を設立してニッケルの国産化に乗り出す。ニッケルもまた、当時輸入に依存しており、かつ精錬に多量の電力を必要とする。その年の9月には京都府大江山にニッケル鉱床を発見したが、融資元の意向から事業としては停滞してしまう。これは後に日本火工により合金（NK綱）として日の目を見ることになる。

### 公職
大正13年（1924年）千葉県第三区（当時）から、衆議院議員に立候補し当選する。政界を志したのは、大正8年（1919年）のヨード価格暴落の際に、全国のヨード業者を糾合して代表として農林省や海軍省・陸軍省に陳情して回ったときの経験による。ただ特別に野心はなく、陣笠代議士と直言するほどであった。その後も政友会から3選されるが、昭和7年（1932年）の選挙では当選するも、次点だった実弟岩瀬亮に議席を譲るためにこれを辞退し、以後は事業に専念した。
ところが硫安やアルミニウムの生産での評価が高まり、次第に次々と公職に就くことが要請されるようになった。昭和11年（1936年）にはカーバイド組合理事長、石灰窒素肥料製造業組合理事、硫安肥料製造業組合理事長、昭和12年（1937年）に始まった肥料統制に基づき硫安販売会社社長、日本硫安会社社長、日本肥料株式会社理事長、軽金属の方ではアルミニウム工業組合理事長、軽金属製造事業委員会委員、帝国アルミニウム統制株式会社社長などである。これら統制制度の役に就くにあたって、昭和電工をはじめとする関連会社の役員の職を全て離れることになった。

### 晩年
昭和14年（1939年）、日本電気工業と昭和肥料を合併させて昭和電工株式会社を設立し、社長に就任する。しかし翌年8月、国策会社である日本肥料株式会社理事長に就任するにあたって辞任。その秋に勲四等瑞宝章を授与される。年末には台湾へ視察に出かけたが、この時すでに身体に変調を来しており、血痰を出すことたびたびであった。明くる昭和16年（1941年）1月15日、結婚式の媒酌人を務めて帰宅したところで喀血し、28日から2月15日まで聖路加国際病院に入院、3月1日に自宅にて死去。従五位追賜。墓所は勝浦市本寿寺。

## 系譜
```
　　　　　　　　　　　　　　　　　　　　　　　　　　佳年子　　　
　　　　森為吉　　　　　　　　　　　　　　　　　　　┃
　　　　　┣━━━━┳森矗昶━┳━━━━━━━━━━森暁　
　　　　満都　　　　┃　　　　┃　　　　　　　　　　　┃
　　　　　　　　　　┃　　　　┃成田為三(叔父)----柴田早苗　　　
　　　　　　　　　　┃　　　　┃
　　　　　　　　　　┃　　　　┃　　安西正夫
　　　　　　　　　　┃　　　　┃　　　　┣━━━━━━━━━━安西孝之
　　　　　　　　　　┃　　　　┣━━━━満江　　　　　　　　　　┃
　　　　　　　　　　┃　　　　┃　　　　　　　　　正田英三郎┳恵美子
　　　　　　　　　　┃　　　　┣━━森清　　　　　　　　　　┃
　　　　　　　　　　┃　　　　┃　　　　　　　　　　　　　　┗上皇后美智子
　　　　　　　　　　┃　　　　┃　　　　　　　　　　　　　　　　┃
　　　　　　　　　　┃　　　　┣━━森美秀━森英介　　　　　　明仁上皇
　　　　　　　　　　┃　　　　┃　　　
　　　　　　　　　　┃　　　　┃
　　　　　　　　　　┃　　　　┣━━三木睦子
　　　　　　　　　　┃　　　　┃　　┣━━━━高橋紀世子
　　　　　　　　　　┃　　　　┃　　三木武夫　　┣━━━三木立
　　　　　　　　　　┃　　　　┃　　　　　　　高橋亘
　　　　　　　　　　┃　　　　┗━━三重子　　　　　
　　　　　　　　　　┗━岩瀬亮　　　┣━━━━松崎哲久
　　　　　　　　　　　　　　　　　　松崎正臣
　　　　　　　　　　　　　　　　　　　　　　　　　　　

```

- 父・森為吉 ‐ 千葉県守谷村（現・勝浦市）の漁師
- 弟・森輝 ‐ 東日建物会長
- 弟・岩瀬亮 (政治家)
- 長男・森曉‐ 昭和電工社長。前妻は室田義文の孫。
- 四男・森清 (千葉県の政治家)
- 五男・森美秀 ‐ 岳父に前山久吉。
- 六男・森禄郎 ‐ 機器サービス社長。妻の母方祖父に大村卓一
  - 孫・森英介
- 長女・満江 ‐ 安西正夫の妻。東京府立第一高女卒。正夫の父に安西直一、兄に安西浩。浩の娘婿の父に佐藤栄作。
  - 孫・安西孝之 ‐ 岳父に正田英三郎、妻の妹に上皇后美智子
  - 孫・千代子 ‐ 大橋武夫 (政治家)の子・宗夫（大蔵省関税局長）の妻
  - 孫・安西直之 ‐ 岳父に住友吉左衛門
  - 孫・八千代 ‐ 夫は武蔵野音大創立者福井直秋の孫であり、東京芸術大学学長・福井直俊の長男である福井直敬（武蔵野音楽学園理事長）
  - 孫・公子 ‐ 堀田庄三の子・健介（モルガン・スタンレー証券会長）の妻
- 二女・三木睦子 ‐ 三木武夫の妻
  - 孫・高橋紀世子 ‐ 夫の弟の岳父に河本敏夫
    - 曽孫・高橋永 - 高橋紀世子の二男
- 三女・三重子（1925-2005） ‐ 田中覚の妻（再婚）
  - 孫・松崎正策（1946-） ‐ 死別した前夫・松崎正臣（日本冶金工業常務）との長男。東大法学部卒。東京急行電鉄課長を経て立候補したが落選。妻の栄代は父に曽祢益、祖父に曽禰達蔵、母方祖父に五島慶太、母方伯父に五島昇を持つ。
  - 孫・松崎哲久 ‐ 前夫との二男。

## 森を取り上げた作品

### 伝記
- 木村毅『白い石炭 森矗昶の人とその事業』四季社、1953年。全国書誌番号:53001903。
- 石川悌次郎『鈴木三郎助伝 森矗昶伝』東洋書館〈日本財界人物伝全集〉、1954年。全国書誌番号:55000769。
- 『四海兄弟 : 森家の人びと』森矗昶、暁伝刊行会、1988年。全国書誌番号:89034743。

### 小説
- 城山三郎『男たちの好日』日本経済新聞社、1981年。全国書誌番号:81012579。